# Joanna Zeberg Jensen
Joanna Zeberg Jensen (født Buciarska 1977 i Warszawa, Polen), er en tidligere dansk atlet medlem af Sparta Atletik.
Zeberg Jensen er født i Warszawa og flyttede til Danmark da hun var syv år i 1984. Hun studerede på University of Illinois 1998-1999 og blev 2000 gift med den danske sprinter Henrik Zeberg Jensen. Hun er datter til den polske stangspringer Wojciech Buciarski og søster til Piotr Buciarski som også var stangspringer. Hun fik dansk indfødsret 1999, men løb i hele karrieren for Danmark.

## Internationale ungdomsmesterskaber
- 1996 JVM 100 meter hæk 12.plads 14,24

## Danske mesterskaber
- Guld 2004 100 meter hæk  14.71
- Guld 2004 60 meter hæk inde 8,52
- Guld 2002 100 meter hæk  14.12
- Sølv 2002 60 meter hæk inde 8,51
- Guld 2000 100 meter hæk  14.26
- Guld 1999 100 meter hæk  14.2h
- Guld 1998 100 meter hæk  14.50
- Guld 1997 100 meter hæk  14.51
- Guld 1997  60 meter hæk inde 8,57
- Guld 1996 100 meter hæk  15.28

## Personlige rekorder
- 100 meter hæk: 13,71 2001
- 400 meter hæk: 63,97 1994